# Кристиначе
Кристина́чче (фр. Cristinacce, корс. Cristinacce) — коммуна во Франции, находится в регионе Корсика. Департамент коммуны — Южная Корсика. Входит в состав кантона Севи-Сорру-Чинарка. Округ коммуны — Аяччо.
Код INSEE коммуны — 2A100.

## Население
Население коммуны на 2008 год составляло 61 человек.
| 1962 | 1968 | 1975 | 1982 | 1990 | 1999 | 2008 |
| ---- | ---- | ---- | ---- | ---- | ---- | ---- |
| 69   | 96   | 88   | 60   | 49   | 52   | 61   |

## Экономика
В 2007 году среди 29 человек в трудоспособном возрасте (15—64 лет) 17 были экономически активными, 12 — неактивными (показатель активности — 58,6 %, в 1999 году было 50,0 %). Из 17 активных работали 16 человек (11 мужчин и 5 женщин), безработным был 1 мужчина. Среди 12 неактивных 10 человек были пенсионерами, 2 были неактивными по другим причинам.

## Фотогалерея

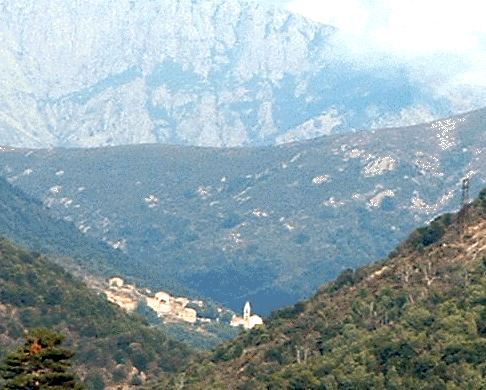
Кристиначе
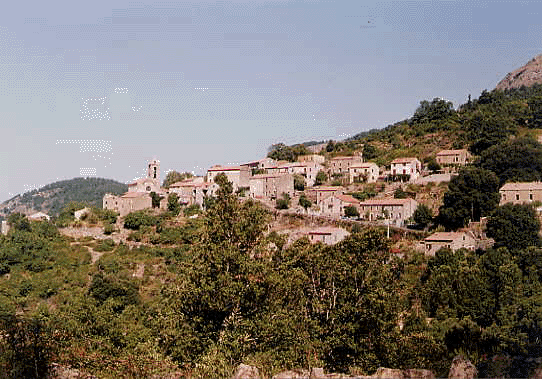
Кристиначе
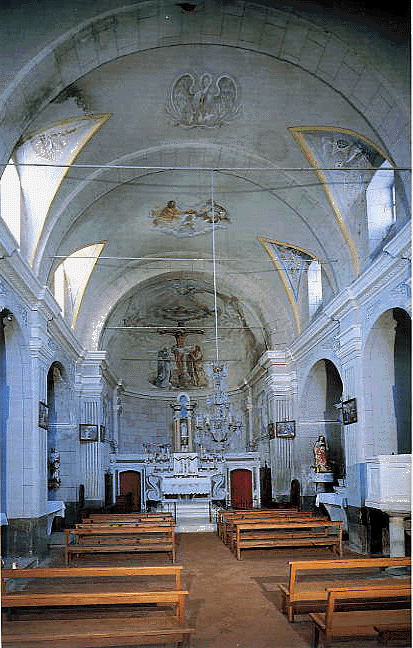
Внутри церкви
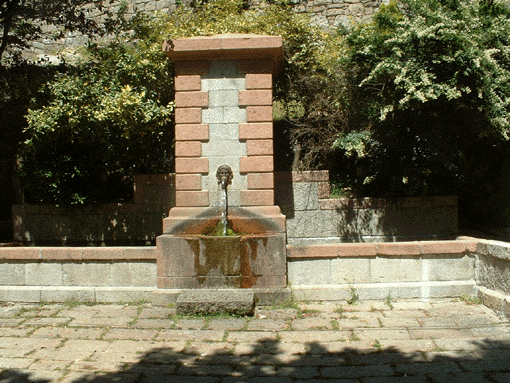
Фонтан